# 張廣建
張廣建（1864年—1938年），字勳伯。安徽廬州府合肥縣人。清末民初政治人物。

## 生平
他是清末候補知縣。1911年（宣統3年）辛亥革命時，他任山東布政使兼管漕運事宜，後兼署山東巡撫兼提督。
1912年（民國元年）3月，他任山東都督。同年12月，他調任顺天府府尹。1914年（民國三年）3月，他任甘肅都督兼民政長，5月任甘肅省巡按使；6月改稱甘肅將軍。1915年（民國四年）袁世凱稱帝時，獲封為一等子爵。1916年（民国五年）6月袁世凱死後，他投靠皖系。1916年（民國五年）7月，他改稱甘肅督軍，兼任甘肅省省長。1920年（民國九年）在直皖戰爭中皖系敗北，張廣建下野。寓居天津租界。
抗日戰爭時張廣建住在故郷合肥。日方要求張氏參加親日政權，但他拒絕。他試圖逃亡，但途中病逝。